# Bahnstrecke Düren–Distelrath
| Bahnübergang Brückenstraße, im Hintergrund die Bördebahn |                      |                                      |                                      |
| Streckenlänge: | 2,7 km               |                                      |                                      |
| Spurweite: | 1435 mm (Normalspur) |                                      |                                      |
| |                      |                                      |                                      |
| \| \| \| von Aachen \| \| \| \| \| von Heimbach \| \| \| \| 0,0 \| Düren \| Düren \| \| \| \| nach Jülich \| \| \| \| \| ehem. nach Neuss \| \| \| \| \| Bördebahn nach Euskirchen, nach Köln \| \| \| \| 0,800,00 \| Übergabebahnhof Distelrath \| Übergabebahnhof Distelrath \| \| \| \| Verbindungskurve von der Bördebahn \| \| \| \| \| von Nörvenich und Ringbahn \| \| \| \| 1,9 \| Distelrath (Bw der Rurtalbahn) \| Distelrath (Bw der Rurtalbahn) \| \| \| \| ehem. zum DKB-Stadtnetz \| \| \| \| \| \| \| \| Quellen: [1][2] \| \| \| \| |                      |                                      |                                      |
| Strecke |                      | von Aachen                           | von Aachen                           |
| Abzweig geradeaus und von rechts |                      | von Heimbach                         | von Heimbach                         |
| Bahnhof | 0,0                  | Düren                                | Düren                                |
| Abzweig geradeaus und nach links |                      | nach Jülich                          | nach Jülich                          |
| Abzweig geradeaus und ehemals nach links |                      | ehem. nach Neuss                     | ehem. nach Neuss                     |
| Abzweig ehemals geradeaus und nach links |                      | Bördebahn nach Euskirchen, nach Köln | Bördebahn nach Euskirchen, nach Köln |
| Dienststation / Betriebs- oder Güterbahnhof (Strecke außer Betrieb) | 0,800,00             | Übergabebahnhof Distelrath           | Übergabebahnhof Distelrath           |
| Abzweig ehemals geradeaus und von links |                      | Verbindungskurve von der Bördebahn   | Verbindungskurve von der Bördebahn   |
| Abzweig geradeaus und ehemals von links |                      | von Nörvenich und Ringbahn           | von Nörvenich und Ringbahn           |
| Betriebs-/Güterbahnhof Strecke ab hier außer Betrieb | 1,9                  | Distelrath (Bw der Rurtalbahn)       | Distelrath (Bw der Rurtalbahn)       |
| Grenze mit U-Bahn (Strecke außer Betrieb) |                      | ehem. zum DKB-Stadtnetz              | ehem. zum DKB-Stadtnetz              |
| |                      |                                      |                                      |
| Quellen: |                      |                                      |                                      |

Die Bahnstrecke Düren–Distelrath war eine eingleisige, nicht elektrifizierte Nebenbahn, die vom Bahnhof Düren zum Bahnhof Distelrath der Dürener Kreisbahn (DKB) führte. Sie diente ausschließlich dem Güterverkehr und wurde 1969/70 in ein Industriestammgleis als Bahn des nichtöffentlichen Verkehrs umgewandelt. Ab dem 1. Februar 1971 wurde die Strecke von der DB bedient. Im Zuge der neuen Anbindung des Betriebsbahnhofs Distelrath der Rurtalbahn GmbH über die Bördebahn wurde die Strecke stillgelegt.

## Geschichte

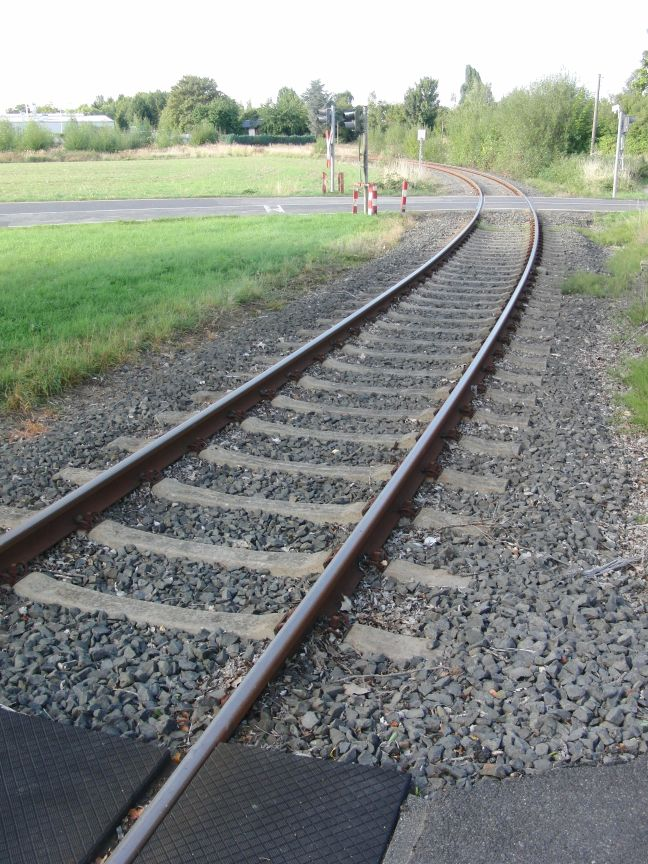
Streckengleis zwischen Distelrath und der Anschlussstelle Brückenstraße im Jahr 2013

Die Strecke von Düren nach Distelrath wurde spätestens mit der Betriebsaufnahme des Güterverkehrs der DKB im Jahr 1908 in Betrieb genommen.
Nach dem Zweiten Weltkrieg wurde der Verkehr auf der Strecke am 13. August 1945 wieder aufgenommen. Da die Rurbrücke der Ringbahn 1944 aufgrund der Kriegseinwirkungen zerstört wurde, konnte von 1945 bis zur Einweihung der neuen Rurbrücke am 9. Oktober 1951 der westliche Teil der Ringbahn von Distelrath aus nicht über Birkesdorf bedient werden. Hierzu wurde eine Gleisverbindung zwischen der Strecke Köln – Aachen der Deutschen Reichsbahn und dem DKB-Güterbahnhof Gürzenich hergestellt. Damit konnten die Güterzüge über die bereits wieder aufgebaute Rurbrücke der Reichsbahn den Bahnhof Düren und die Strecke nach Distelrath erreichen. Über diese Gleisverbindung und die Verbindungsstrecke Düren – Distelrath wurden ebenso Straßenbahnwagen der DKB von den Strecken Rölsdorf – Lendersdorf beziehungsweise Gürzenich bei Bedarf zur Hauptwerkstatt in Distelrath geschleppt, da die Straßenbahnverbindung durch die Dürener Innenstadt aufgrund der starken Kriegszerstörung erst 1952 wieder zur Verfügung stand.
Auch nach der Stilllegung der Strecken nach Nörvenich 1968 und der Ringbahn 1970 wurde von der DKB auf der Strecke nach Düren noch bis zum 31. Januar 1971 Güterverkehr mit der eigenen Lokomotive durchgeführt, wobei die Strecke 1969/70 in ein Industriestammgleis als Bahn des nichtöffentlichen Verkehrs umgewandelt wurde. Seit dem 1. Februar 1971 wurde die Strecke von der DB bedient.
In den Jahren 1997 und 1998 wurde der Betriebshof der DKB größtenteils umgestaltet und der eigentliche Bahnhof Distelrath umgebaut und mit Abstellgleisen versehen. Die alte Strecke zum Übergabebahnhof wurde dabei stillgelegt und eine neue Anbindung an den Bahnhof Düren über die Bördebahn gebaut. Die Inbetriebnahme der neuen Betriebswerkstatt für Bahnen und Busse erfolgte am 19. Januar 1998.

## Streckenbeschreibung

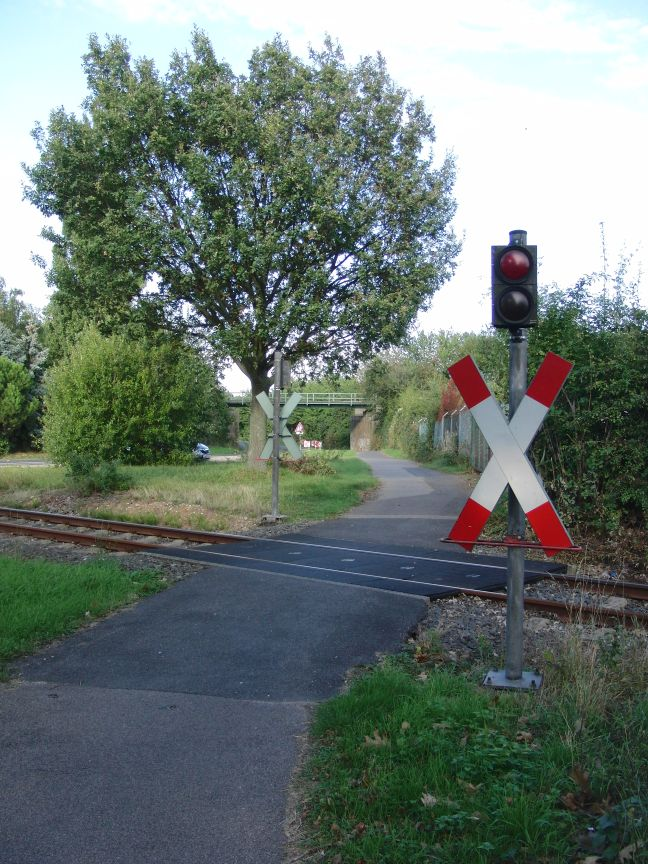
Bahnübergang kurz vor dem Bahnhof Distelrath

Die Strecke fädelte aus dem Bahnhof Düren in östlicher Richtung aus dem Streckengleis nach Euskirchen beziehungsweise Köln aus. Hier befindet sich heute noch ein mit einem Gleis versehener kleiner Ablaufberg. Sie verlief etwa parallel zur Bördebahn in einem weiten Rechtsbogen nach Südosten und später nach Süden bis zur Einfädelung in den Bahnhof Distelrath der DKB.

### Bahnhof Düren
Über diese Bahnstrecke ist Düren mit seinem Inselbahnhof seit dem 6. September 1841 an das Eisenbahnnetz angeschlossen. Seitdem ist der Bahnhof Düren Ausgangspunkt für sieben Bahnstrecken: Hier bestehen Anschlüsse zu den Strecken in Richtung Aachen und Köln, sowie zur Rurtalbahn (RB 21) nach Linnich beziehungsweise Heimbach. Ferner wird die Bördebahn in Richtung Euskirchen regelmäßig im Personenverkehr am Wochenende befahren und im Güterverkehr bis Zülpich. Die frühere Strecke in Richtung Neuss über Elsdorf wurde 1995 stillgelegt und abgebaut. Das Ende dieser Strecke befand sich an drei Stumpfgleisen, welche direkt am Empfangsgebäude in eine Drehscheibe mündeten. Heute sind die Gleisanlagen im Areal entfernt.
Der Rest der Strecke nach Distelrath besteht heute noch aus den Gleisen 188 und 189.

### Übergabebahnhof Distelrath
Der Übergabebahnhof Distelrath diente seit der Betriebsaufnahme des Güterverkehrs der DKB im Jahr 1908 der Wagenüberstellung zwischen DB und DKB. Er hatte ursprünglich drei durchgehende Gleise und zusätzlich noch ein Anschlussgleis der Firma N.T. Rey, später Schrottverwertung Oellig. Im Zuge der Umwandlung der Strecke in ein Industriestammgleis wurde der Übergabebahnhof entbehrlich. Später wurden daher alle Nebengleise entfernt.

### Bahnhof Distelrath

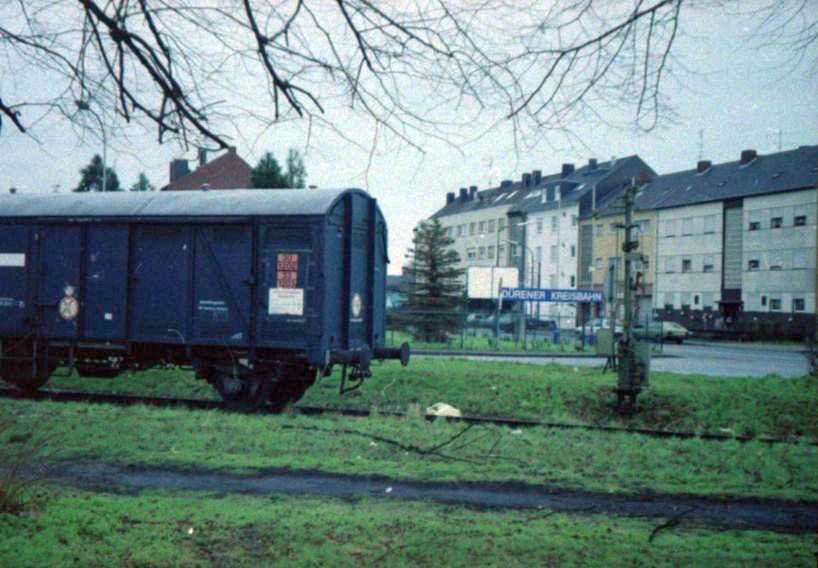
Bahnhof Distelrath im Jahr 1994

Der Bahnhof Distelrath war von Anbeginn der betriebliche Mittelpunkt der DKB. Hier befanden sich neben der Verwaltung die Betriebs- und Hauptwerkstätten der Straßen- und Eisenbahnfahrzeuge und später der Busse. Die Strecke vom Dürener Bahnhof hatte wie die Ringbahn und die Strecke von Nörvenich ein Einfahrsignal. Am Bahnhof Distelrath war auch der Übergang in das Stadtnetz der DKB. Die von der Straßenbahn benutzten Gleise des Bahnhofs waren mit 600 Volt Gleichspannung elektrifiziert. Das Bahnhofsgebäude und das daran angebaute Stellwerk befanden sich auf einem großen Mittelbahnsteig. Für den Personenverkehr gab es zwei Gleise mit Fahrleitung für die Straßenbahn auf der Westseite des Mittelbahnsteigs und ein Gleis ohne Fahrleitung auf der Ostseite desselben. Daneben hatte der Bahnhof umfangreiche Gleisanlagen für den Güterverkehr sowie zahlreiche Anschlussgleise.